# Gyeongju International Marathon
Der Gyeongju International Marathon ist ein Marathon in Gyeongju, der gemeinsam von der Provinz Gyeongsangbuk-do, der Stadt Gyeongju, dem koreanischen Leichtathletikverband und der Zeitung Dong-a Ilbo ausgerichtet wird. Zur Veranstaltung gehören auch ein Halbmarathon, ein 10-km- und ein 5-km-Lauf. Der Gyeongju International Marathon war von 2010 bis 2012 ein IAAF Silver Label Road Race.

## Geschichte
Die Zeitung Dong-a Ilbo verlegte den von ihr jährlich im Frühling organisierten Seoul International Marathon 1992 nach Chuncheon und 1993 nach Gyeongju, wo er bis 1999 stattfand. 2000 holte sie dieses Rennen zurück nach Seoul und richtete von nun an im Herbst in Gyeongju einen Marathon aus, der sich insbesondere an Amateurläufer aus der Masters-Kategorie richtete.
2007 wurde der Gyeongju-Marathon durch die Verpflichtung internationaler Spitzenläufer zum Gyeongju International Marathon aufgewertet.
Gyeongju ist außerdem Austragungsort eines Cherry Blossom Marathons. Dieses Amateurrennen findet jedes Jahr zur Zeit der Kirschblüte statt.

## Statistik

### Streckenrekorde
- Männer: 2:06:46 h, Wilson Loyanae Ekupe (KEN), 2012
- Frauen: 2:31:21 h, Yun Sun-suk (KOR), 2008

### Siegerliste
[veraltet]
| Datum         | Männer                   | Nation    | Zeit    | Frauen            | Nation   | Zeit    |
| ------------- | ------------------------ | --------- | ------- | ----------------- | -------- | ------- |
| 20. Okt. 2019 | Kennedy Cheboror -2-     | Kenia     | 2:08:23 | Baek Sun-jung     | Südkorea | 2:42:58 |
| 21. Okt. 2018 | Kennedy Cheboror         | Kenia     | 2:08:26 | Lee Sook-jung -2- | Südkorea | 2:36:44 |
| 2017          | Felix Kiprotich -2-      | Kenia     | 2:06:54 | Lee Sook-jung     | Südkorea | 2:39:59 |
| 16. Okt. 2016 | Felix Kiprotich          | Kenia     | 2:06:58 | Kang Su-jung      | Südkorea | 2:45:57 |
| 11. Okt. 2015 | Wilson Loyanae Ekupe -3- | Kenia     | 2:07:01 | Jeong Yu-sun      | Südkorea | 2:39:21 |
| 12. Okt. 2014 | Silas Cheboit            | Kenia     | 2:07:15 | Lim Kyung-hee -2- | Südkorea | 2:39:56 |
| 13. Okt. 2013 | Joel Kimurer Kemboi      | Kenia     | 2:07:48 | Choi Bo-ra -2-    | Südkorea | 2:42:40 |
| 21. Okt. 2012 | Wilson Loyanae Ekupe -2- | Kenia     | 2:06:46 | Choi Bo-ra        | Südkorea | 2:42:20 |
| 16. Okt. 2011 | Wilson Loyanae Ekupe     | Kenia     | 2:09:23 | Lim Kyung-hee     | Südkorea | 2:38:21 |
| 17. Okt. 2010 | Dejene Yirdaw            | Äthiopien | 2:09:13 | Chung Yun-hee     | Südkorea | 2:32:09 |
| 18. Okt. 2009 | Yemane Tsegay            | Äthiopien | 2:08:52 | Kim Young-jin     | Südkorea | 2:46:42 |
| 19. Okt. 2008 | Sylvester Kimeli Teimet  | Kenia     | 2:09:53 | Yun Sun-suk -2-   | Südkorea | 2:31:21 |
| 21. Okt. 2007 | Edwin Komen              | Kenia     | 2:09:44 | Yun Sun-suk       | Südkorea | 2:35:53 |

### Entwicklung der Finisherzahlen
| Jahr | Marathon | davon Frauen | Halbmarathon | davon Frauen | 10 km | davon Frauen |
| ---- | -------- | ------------ | ------------ | ------------ | ----- | ------------ |
| 2010 | 1506     | 108          | 1746         | 186          | 1671  | 310          |
| 2009 | 1833     | 126          | 1538         | 175          | 1318  | 318          |
| 2008 | 2952     | 219          | 2000         | 228          | 1666  | 346          |
| 2007 | 3057     | 197          | 2334         | 233          | 1914  | 355          |
| 2006 | 2913     | 165          | 2174         | 188          | 1670  | 406          |
| 2005 | 3309     | 193          | 2503         | 251          | 1805  | 459          |
| 2004 | 3624     | 156          | 2671         | 260          | 1731  | 459          |
| 2003 | 2354     | 068          | 3233         | 259          | 2132  | 545          |
| 2002 | 1702     | 043          | 3632         | 287          | 2658  | 708          |
| 2001 | 1028     | 027          | 2229         | 131          | 3159  | 531          |
| 2000 | 0619     | 010          | 1088         | 066          | 1652  | 155          |